# José Luis Rodríguez Aguilar
José Luis Rodríguez Aguilar (Coyhaique, 1 juni 1994) is een Chileens wielrenner. In 2016 mocht hij stage lopen bij Trek-Segafredo, maar kreeg hier geen contract aangeboden.
In 2015 volgde hij een stage in het UCI Centre mondial du cyclisme. In 2016 nam Rodríguez deel aan de wegwedstrijd op de Olympische Spelen in Rio de Janeiro, maar reed deze niet uit.

## Overwinningen
2012
 Chileens kampioen tijdrijden, Junioren
2013
 Chileens kampioen tijdrijden, Beloften
 Chileens kampioen op de weg, Beloften
 Pan-Amerikaans kampioen tijdrijden, Beloften
2014
 Chileens kampioen tijdrijden, Beloften
 Chileens kampioen op de weg, Beloften
Eind- en jongerenklassement Ronde van Rio Grande do Sul
2015
 Chileens kampioen tijdrijden, Beloften
 Chileens kampioen op de weg, Elite
 Chileens kampioen op de weg, Beloften
 Pan-Amerikaans kampioenschap op de weg, beloften
 Pan-Amerikaans kampioenschap tijdrijden, beloften
2016
 Chileens kampioen tijdrijden, Elite
 Pan-Amerikaans kampioen tijdrijden, Beloften
 Pan-Amerikaans kampioen op de weg, Beloften
2017
 Chileens kampioen tijdrijden, Elite
 Chileens kampioen op de weg, Elite
 Pan-Amerikaans kampioen tijdrijden, Elite
2019
 Chileens kampioen tijdrijden, Elite
 Pan-Amerikaans kampioenschap tijdrijden
 Pan-Amerikaanse Spelen, Individuele tijdrit
2021
 Chileens kampioen tijdrijden, Elite
 Chileens kampioen op de weg, Elite
 Pan-Amerikaans kampioenschap tijdrijden
2022
 Chileens kampioen tijdrijden, Elite
2023
 Chileens kampioen tijdrijden, Elite
 Chileens kampioenschap op de weg, Elite
2024
 Chileens kampioen tijdrijden, Elite

## Ploegen
- 2016 –  Trek-Segafredo (stagiair, vanaf 01-08)
- 2018 –  Sindicato de Empleados Públicos de San Juan
- 2021 –  Start Cycling Team
- 2023 –  Swift Carbon Pro Cycling Brasil
- 2024 –  Plus Performance-Solutos

Álvarez · Barrientos · Biondo · Díaz · Dotti · Ibarra · Javier · Muller · Najar · Olmos · Pérez · Quiroga · Rodríguez · Silva · Toloza